# Ikove, Novopskov
Ikove (în ucraineană Ікове) este un sat în comuna Osînove din raionul Novopskov, regiunea Luhansk, Ucraina.

## Demografie
Componența lingvistică a localității Ikove
     Ucraineană (99,24%)
     Alte limbi (0,76%)
Conform recensământului din 2001, majoritatea populației localității Ikove era vorbitoare de ucraineană (99,24%), existând în minoritate și vorbitori de alte limbi.